# Difféomorphisme hamiltonien
En géométrie différentielle, les difféomorphismes hamiltoniens sont les difféomorphismes des variétés symplectiques obtenus dans les flots hamiltoniens.